# Richard Shaull
Millard Richard Shaull (24 de novembro de 1919, Felton, York, Pensilvânia – 25 de outubro de 2002, Ardmore, Pensilvânia) foi um teólogo presbiteriano ecumênico estadunidense, reconhecido por suas contribuições ao desenvolvimento da gênese da teologia da libertação latino-americana. Atuando como missionário na América Latina (Colômbia e Brasil), Shaull desenvolveu um pensamento teológico profundamente marcado pela centralidade de temáticas políticas e sociais características do contexto latino-americano, voltando-se para a análise das relações entre religião e sociedade, fé e política. Sua reflexão teológica tem sido constantemente associada ao desenvolvimento da assim chamada “teologia da revolução”, que alcançou um status no cenário teológico internacional, sobretudo, a partir da Conferência Mundial sobre Igreja e Sociedade, realizada em Genebra, em 1966, sob os auspícios do Conselho Mundial de Igrejas (CMI). Desenvolvendo um método teológico marcado pela correlação constante entre a mensagem cristã e a situação humana, Shaull significou um “divisor de águas” na teologia e no protestantismo latino-americano, estabelecendo definitivamente um antes e um depois dele.

## Biografia
Estudou no Elizabethtown College, uma universidade da Igreja da Irmandade, no município de Elizabethtown no Condado de Lancaster (Pensilvânia), e, depois, no Seminário Teológico de Princeton, no Estado de Nova Jersey, onde foi influenciado por John Alexander Mackay, reitor daquela instituição, entre 1936 e 1959, que:
- entre 1916 e 1932, fora missionário no Peru, Uruguai e México; e
- entre 1932 e 1936, fora secretário da Junta de Missões para a América Latina da Igreja Presbiteriana dos EUA.

Sobre isso, dizia que:
| “ | Mackay também cativou minha atenção e orientou meu crescimento teológico porque, para ele, a natureza de nossa fé cristã era de tal ordem que nos levava inescapavelmente à ação. Sempre nos lembrava, segundo nossa herança reformada, que a ‘verdade é para a bondade’. O lugar do cristão é na estrada, não no camarote. Para ele isto significava claramente um comprometimento apaixonado para com o sofrimento do povo nas suas lutas concretas. [...] tratava de todos os aspectos da vida da Igreja à luz do seu chamado para participar da missão de Deus no mundo. | ” |

Depois de se formar em Princeton, serviu, por um breve período, como pastor em Wink (Texas), antes de partir para atuar como missionário na Colômbia, onde residiu entre 1942 e 1951.
Também, em 1942, se casou com Mildred Miller.
Na Colômbia, conheceu a situação social dos pobres e percebeu a inadequação contextual da teologia protestante vigente. Teve contato com o marxismo e os movimentos
sociais e estudantis de esquerda. Residiu em Barranquilla, onde:
- ajudou a organizar os trabalhadores de uma pequena fábrica;
- iniciou uma campanha de alfabetização, que contou com o apoio de jovens de Igrejas Presbiterianas, e projetos de casas em zonas rurais.

Naquela época, existia na Colômbia uma grande hostilidade contra os evangélicos, relatada em um artigo, que escreveu em 1952, denominado como: "La persecución de protestantes en Colombia".
Em 1951, foi designado para participar de um grupo de estudos sobre o “desafio do comunismo” no Union Theological Seminary, em Nova Iorque, sob a direção de importantes teólogos, tais como: Reinhold Niebuhr, John Bennet e Searle Bates. Nesse grupo se encontrou com Paul Lehmann, que estudara com Karl Barth e fora amigo de Dietrich Bonhoeffer. Lehmann, que se tornaria sua principal influência intelectual, acreditava que "O ponto fundamental da conversação entre o marxismo e o cristianismo, seria o da humanização do homem”. Depois disso, retornou ao Seminário de Princeton, onde iniciou os estudos para o doutorado sob a orientação de Lehmann.
Em 1952, foi enviado ao Brasil e tornou-se professor de História da Igreja no Seminário Presbiteriano do Sul, em Campinas, vinculada à da Igreja Presbiteriana do Brasil (IPB).
Junto à Confederação da Mocidade Presbiteriana da IPB, atuou como conferencista em congressos e como colaborador do jornal "Mocidade". Realizou palestras sobre o pensamento católico e promoveu encontros entre seminaristas protestantes e dominicanos, em um tempo, anterior ao Concílio Vaticano II, no qual a rivalidade entre protestantes e católicos era muito acirrada. Desenvolveu atividades junto à União Cristã de Estudantes do Brasil (UCEB).
Destaca-se o projeto desenvolvido em Vila Anastácio, região da Lapa, em São Paulo, para o qual foram convidados alguns estudantes para se engajarem em um trabalho junto aos operários daquela localidade, inspirados na experiência dos padres operários da França. Dentre esses estudantes estava Rubem Alves.
Em 1952, foi um dos principais palestrantes da Primeira Conferência Latino-Americana da Federação Universal de Movimentos Estudantis Cristãos (FUMEC).
Nessa conferência, o comunismo foi levantado como uma questão a ser considerada teologicamente. A presença de Richard Shaull, teólogo que por alguns anos tinha estudado as questões levantadas à teologia cristã pelo pensamento marxista, estimulou a discussão, o que foi elucidativo para muitos dos participantes que necessitavam de esclarecimentos sobre a possível relação entre o cristianismo e o marxismo.
Em 1953, publicou um livro denominado como: "O Cristianismo e a Revolução Social", que analisou como os cristãos deveriam se envolver nas lutas por transformações sociais que estavam em curso na América Latina naquela época. Nessa obra sustentou que Jesus convocava os seus seguidores a responder às necessidades do próximo, especialmente aqueles que estavam famintos, marginalizados, e destituídos, em intolerável pobreza. Portanto, os seguidores de Jesus deveriam estar envolvidos na luta humana pela vida, como Jesus mesmo estava. Além disso, apresentou as respostas marxistas àquela situação, mostrando a necessidade de os estudantes cristãos as compreenderem como um sistema ideológico e seu apelo aos povos na América Latina. Este livro se tornou uma referência para todos aqueles que queriam que sua fé fizesse sentido para as lutas no mundo universitário.
Depois da Conferência, se tornou uma espécie de teólogo orgânico para o movimento estudantil cristão na América Latina.
Segundo Shaull:
| “ | Na UCEB, os estudantes eram encorajados a se aproximarem da Bíblia não como fonte de doutrinas estéreis e abstratas, mas como a história da ação e presença de Deus na vida humana e nos eventos históricos concretos no mundo através dos séculos. Isto os levou a refletir sobre sua própria situação histórica à luz desta história especial da ação de Deus no mundo; e ao fazê-lo, descobriram que eles estavam sendo interpelados. O texto bíblico não era mais letra morta, uma coleção de ideias corretas e doutrinas abstratas. Antes, aqueles que estavam estudando a bíblia com mentes e corações abertos perceberam-se muitas vezes respondendo a uma palavra que eles não podiam ignorar, uma palavra que lhes abria as portas para uma nova vida e levava à transformação. | ” |

Desse modo, a UCEB forneceu a base para o desenvolvimento de um novo modo de fazer teologia no Brasil, que enfatizava a presença e ação de Deus no mundo e convocava os cristãos a se unirem a Deus na luta pela vida e justiça, onde quer que estivessem. Esta nova abordagem abriu possibilidades para uma geração de jovens evangélicos entrar em diálogo com outros grupos que também estavam tentando responder à situação de desencantamento provocada pelas promessas não cumpridas da chamada década de 1950.
Entre 10 de setembro de 1960 e 31 de dezembro de 1961, ocupou a vice-presidência do Instituto Mackenzie.
Em 1962, retornou aos Estados Unidos para ensinar Ecumenismo no Seminário Teológico de Princeton.
Em 1966, foi um dos principais palestrantes na sua participação na Conferência Mundial sobre Igreja e Sociedade, realizada em Genebra. Sua palestra foi denominada como: “O desafio revolucionário à Igreja e à teologia”, na qual exaltou o pensamento social ecumênico, que proclamava a obra redentora de Deus na história e chamava os cristãos à ação e à construção do Reino de Deus pela transformação da sociedade, tendo em vista a perspectiva escatológica de que o senhorio de Cristo rompe a ordem injusta estabelecida e chama à renovação da história.

## Obras
- "O cristianismo e a revolução social" (1953);
- "Encounter with revolution" (1955);
- "The new revolutionary mood in Latin America" (1962);
- "Las ideologías y el proceso revolucionario" (1963);
- "Hacia una perspectiva cristiana de la revolución social" (1965);
- "El cambio revolucionario en una perspectiva teológica" (1966);
- "The revolutionary challenge to church and theology" (1966); e
- "Containment and change" (1967), publicado em português com o título "Reação em mudança", em co-autoria com Carl Oglesby, então presidente da organização norte-americana "Estudantes por uma Sociedade Democrática" (SDS).[8]